# Курдюмов, Сергей Павлович
Серге́й Па́влович Курдю́мов (18 ноября 1928, Москва — 2 декабря 2004) — советский и российский учёный, специалист в области математической физики, матмоделирования, физики плазмы и синергетики. Член-корреспондент АН СССР (1984), профессор, директор Института прикладной математики. Его можно считать основателем синергетического движения в России.

## Биография
Окончил физический факультет МГУ (1953). С того же 1953 года работал в ИПМ им. М. В. Келдыша, с 1989 по 1999 год — в должности директора. Около 15 лет руководил кафедрой прикладной математики МФТИ, был профессором Международного университета «Дубна» и РАГС при Президенте РФ.
С. П. Курдюмов — организатор (совместно с А. А. Самарским) научной школы в области нелинейного анализа и синергетики. Автор более 300 работ по физике плазмы, прикладной математике, нелинейным дифференциальным уравнениям. Соавтор научного открытия «эффекта Т-слоя» — нового типа неустойчивости плазмы, которое занесено в Государственный реестр открытий СССР под № 55 с приоритетом от 1968 г.

Лауреат премии Правительства РФ в области образования (2002).
Одним из первых в Советском Союзе привлёк внимание научной и философской общественности к синергетике как теории нестационарных быстроразвивающихся структур в открытых нелинейных системах и к философским следствиям синергетики. Был инициатором создания Центра «Стратегии динамического развития».
Умер 2 декабря 2004 года в Москве. Похоронен на Троекуровском кладбище.

## Основные работы
- Взаимодействие сгустка плазмы с магнитным полем в канале Рельсотрона / Данилова Г.В., Дородницын В.А., Курдюмов С.П., Попов Ю.П., Самарский А. А., Царёва Л.С.  Препринт ИПМ № 63, Москва, 1973
- О некоторых инвариантных решениях уравнения теплопроводности с источником / Дородницын В.А., Еленин Г.Г., Курдюмов С.П. Препринт ИПМ № 31, Москва, 1980
- Ахромеева Т. С., Курдюмов С. П., Малинецкий Г. Г., Самарский А. А. «Нестационарные структуры и диффузионный хаос». М.: Наука, 1992.
- Samarskii A.A., Galaktionov V.A., Kurdyumov S.P., and Mikhailov A.P. «Blow-up in Quasilinear Parabolic Equations». Berlin: Walter de Gruyter, 1995.
- Князева Е. Н., Курдюмов С. П. «Законы эволюции и самоорганизации сложных систем». М.: Наука, 1994. — 238с.
- Капица С. П., Курдюмов С. П., Малинецкий Г. Г. Синергетика и прогнозы будущего. М.: Наука, 1997.
- Сборник работ С. П. Курдюмова и его учеников «Режимы с обострением. Эволюция идеи. Законы коэволюции сложных систем». М.: Наука, 1999 г., выпущенный к 70-летию со дня его рождения.
- Князева Е. Н., Курдюмов С. П. «Основания синергетики. Режимы с обострением, самоорганизация, темпомиры». СПб.: Алетейя, 2002.
- Князева Е. Н., Курдюмов С. П. «Основания синергетики. Синергетическое мировидение». М.: КомКнига, 2005. (Изд. 3, доп. М.: Либроком/УРСС, 2010). ISBN 978-5-484-01240-4
- Князева Е. Н., Курдюмов С. П. «Основания синергетики. Человек, конструирующий себя и своё будущее». М.: КомКнига, 2006. (Изд. 4, доп. М.: УРСС, 2011). ISBN 978-5-397-01854-8
- Курдюмов С. П. Режимы с обострением (недоступная ссылка). М.: Физматлит, 2006. ISBN 5-9221-0768-2.
- Князева Е. Н., Курдюмов С. П. Синергетика: нелинейность времени и ландшафты коэволюции. М.: КомКнига, 2007. — Изд. 2. М.: УРСС, 2011. ISBN 978-5-484-01269-5

## Семья
- Дядя — В. Н. Курдюмов

## Награды и премии
- 2002 — Премия правительства РФ в области образования (совм. с проф. РТХУ Кольцовой Э. М., Гордеевым Л. С., Третьяковым Ю. Д., Малинецким Г. Г., Капицей С. П.) — за работу «Научно-практические разработки в области образования по синергетике, нелинейной динамике и термодинамике необратимых процессов, динамическому хаосу в химической технологии, химии и физике»[3]